# Synopsis
Ne doit pas être confondu avec Synapsie, Synapse, Synapsis ou Synapsida.
Principalement connu au XXIe siècle pour son usage cinématographique, le mot synopsis désigne le résumé condensé d'un scénario,,. Le mot peut aussi être employé au féminin : une synopsis désigne alors un écrit décrivant la totalité ou un aperçu d'une œuvre ou d'une science,. Néanmoins, même dans le sens cinématographique, le mot peut être employé au féminin.

## Étymologie
Le mot synopsis tire son origine du grec ancien συνοπτικος / synopticos signifiant « vue d'ensemble » ; il est apparu dans les années 1830 dans sa forme masculine, et dans les années 1840 sous sa forme féminine.
L'adjectif « synoptique » était, lui, employé depuis le XVIIIe siècle pour désigner des textes pouvant être mis en parallèle. Par exemple, les Évangiles synoptiques.
Adopté par l'industrie cinématographique, le terme change à nouveau de genre pour devenir préférentiellement masculin vers les années 1910. Il semble que cet emploi soit emprunté à l'usage anglo-américain.

## Emploi du mot au cinéma
À l'origine, un synopsis était un document de travail destiné à présenter un projet de film aux producteurs, voire au réalisateur et aux acteurs pressentis. Il a par la suite été utilisé par la presse pour présenter succinctement un film ; cet usage, devenu le plus courant, peut également se trouver sur la quatrième de couverture des éditions vidéo telles que les DVD.
À ce titre, il décrit les grandes lignes de l'histoire, esquisse les principaux personnages et leur évolution, sans entrer dans les détails. Sa longueur peut varier de quelques lignes à plusieurs pages. De façon générale, il ne comporte pas de dialogues et est rédigé au présent de narration, dans un style simple, souvent indirect. Le synopsis est donc, selon Vincent Pinel, « une première mise en forme de la matière première narrative du film ».

#### Autres documents relatifs à la production d'un film
- Pitch
- Séquencier
- Scénario
- Script ou découpage technique
- Scénarimage ou storyboard